# Is VII

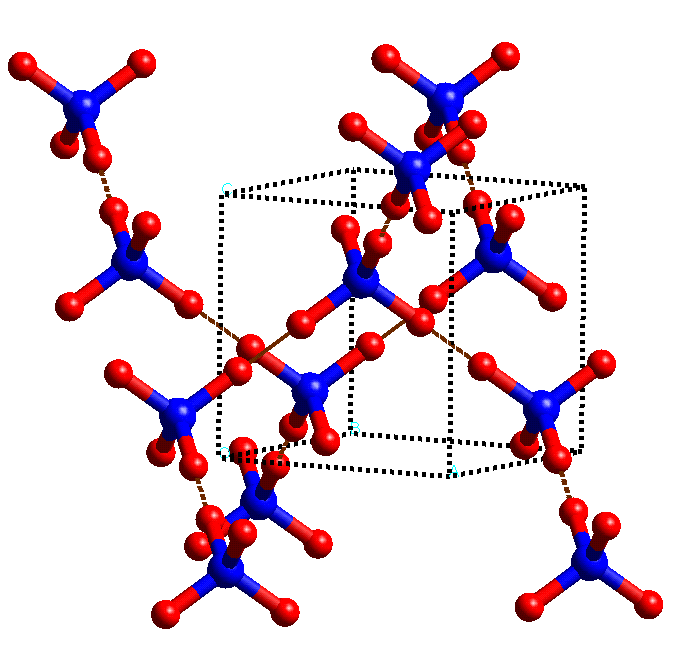
Kristallstrukturen hos is VII

Is VII är en form av is som antagit ett kubiskt upplägg. Trippelpunkten mellan is VII, is VI och vatten ligger på 355 K (ungefär 82°C) och 2,216 GPa (ungefär 12 000 atmosfärers tryck). Is VII kan även framställas genom att öka trycket tillräckligt.
Vetenskapsmän spekulerar att is VII kan utgöra en fast botten på planeter runt andra stjärnor, till exempel på Gliese 436 b som har ansetts till stor del bestå av vatten.
Vanlig vattenis kallas is Ih. I laboratorier har vid olika temperaturer och tryck is framställts från is II till is XV.